# Yanosik
Yanosik – polski system dla kierowców, w ramach którego powstało pierwsze urządzenie Yanosik R oraz bezpłatna aplikacja przeznaczona na urządzenia mobilne.
Za pomocą aplikacji, społeczność ponad 4 mln kierowców, informuje się wzajemnie o zdarzeniach z trasy, takich jak: zagrożenia, wypadki, kontrole fotoradarowe, odcinkowe pomiary prędkości, kontrole policji. Yanosik oferuje także dedykowane urządzenia, które ostrzegają kierowcę o zdarzeniach na trasie oraz umożliwiają dodawanie własnych zgłoszeń i odwoływanie nieaktualnych. Aplikacja Yanosik została stworzona przez Neptis SA, właściciela m.in. serwisu z ogłoszeniami motoryzacyjnymi Autoplac.pl platformy Yanosik Warsztaty oraz usług monitoringu firmowych flot samochodowych za pomocą GPS – Flotis. W ramach usługi Yanosik wspierane jest wyszukiwanie lokalizatorów bluetooth marki notiOne. Sygnał z lokalizatora odbierany jest automatycznie przez znajdujące się w pobliżu telefony z zainstalowaną aplikacją Yanosik i przekazywany do użytkowników notiOne. Siedziba główna oraz salon firmowy Yanosik znajdują się w Poznaniu przy ul. Piątkowskiej 161.

## Historia i rozwój
Historia Neptis SA oraz Yanosik rozpoczęła się od dedykowanych urządzeń, produkowanych we własnym zakresie. Urządzenia, wyposażone w kartę SIM i moduł GPS,  jako pierwsze służyły do przekazywania informacji o sytuacji na drodze, w środowisku zmotoryzowanych. W 2009 r. na rynku pojawił Yanosik R – urządzenie, które przygotowało grunt dla aplikacji Yanosik, której premiera nastąpiła w listopadzie 2010 r. Aplikacja Yanosik powstała w wyniku rosnących potrzeb kierowców, którzy szukali połączenia funkcji CB-radia, antyradaru i klasycznej nawigacji. Od 2 czerwca 2015 aplikacja Yanosik zaczęła oficjalnie korzystać z danych OpenStreetMap, co znacznie powiększyło jej zasięg działania – użytkownicy zyskali dostęp do map również poza granicami Polski. Zespół mapowy Neptis SA jest również stałym i czynnym edytorem map z terenu Polski. Aplikacja została pobrana już przez 28 mln polskich zmotoryzowanych [stan na grudzień 2023 r.], którzy dziennie pokonują z nią średnio ponad 49 mln kilometrów, dodając do systemu co 2 sekundy nowe zgłoszenie.

## Funkcje
Aplikacja Yanosik informuje użytkowników o:
- Fotoradarach
- Odcinkowych pomiarach prędkości
- Kontrolach drogowych
- Nieoznakowanych patrolach policji
- Wypadkach
- Zagrożeniach
- Nazwach węzłów i zjazdach autostradowych
- Robotach drogowych
- Utrudnieniach drogowych
- Wydarzeniach, mających wpływ na ruch drogowy
- Kontrolach ITD
- Miejscach częstych kontroli
- Aktualnym natężeniu ruchu na drogach
- Nazwach miast, miejscowości, ulic, osiedli
- Stacjach benzynowych i cenach paliw
- Punktach MOP
- Punktach SOS
- Ograniczeniach prędkości.

Do nowości należy moduł Yanosik Traffic, wprowadzony w październiku 2023 r. w aplikacji Yanosik. Funkcja umożliwia kierowcom uzyskanie informacji z wyprzedzeniem, zwłaszcza na drogach ekspresowych oraz autostradach, co pozwala na zaplanowanie zmiany trasy, jeśli pojawią się utrudnienia.
W ramach Yanosik Traffic, kierowcy są informowani o:
- robotach drogowych
- wypadkach
- zablokowanych wjazdach i zjazdach
- zamkniętych drogach
- zwiększonym natężeniu ruchu
- zagrożeniach
- utrudnieniach w ruchu związanych z różnego rodzaju wydarzeniami.

Każde utrudnienie w aplikacji Yanosik, ma kartę szczegółów, w której znajdują się informacje o:
- lokalizacji utrudnienia na mapie
- nazwie drogi
- odcinku drogi
- kierunku drogi
- dacie rozpoczęcia utrudnienia
- opisie utrudnienia
- ewentualnych skutkach.

Dodatkowymi funkcjami aplikacji Yanosik są:
- Pobranie raportu VIN
- Sprzedaż/kupno samochodu przez platformę Yanosik Autoplac
- Wycena online pojazdu przez platformę Yanosik Autoplac
- Ewidencja wydatków
- Ubezpieczenie pojazdu przez platformę Yanosik Ubezpieczenia
- Zakup krótkoterminowego Asisstance samochodowego przez platformę Yanosik Ubezpieczenia
- Zakup e-winiety
- Umówienie wizyty w warsztacie i wezwanie pomocy drogowej przez platformę Yanosik Warsztaty
- Radio Yanosik.

## Charakterystyka
Yanosik to rozbudowany ekosystem dla zmotoryzowanych, który tworzy społeczność ponad 2 mln unikalnych użytkowników miesięcznie. Marka stosuje claim „najlepszy przyjaciel kierowcy”, sygnalizując tym samym, że stanowi odpowiedź na wszystkie potrzeby zmotoryzowanych. Każdy użytkownik Yanosik ma możliwość dodawania własnego zgłoszenia z trasy oraz odwoływania nieaktualnych zdarzeń, o których został wcześniej poinformowany. Do systemu Yanosik nowe zgłoszenia dodawane są co 2 sekundy. Lokalne informacje są przekazywane innym użytkownikom Yanosik za pośrednictwem protokołu GSM/UMTS i GPS. Użytkownicy mogą sobie wzajemnie dziękować oraz zdobywać punkty, w ramach grywalizacji, które klasyfikują ich na wybranej pozycji w rankingu.

## Współpraca z policją
Yanosik od wielu lat współpracuje z polską policją, w tematycznych akcjach informująco-edukujących, skierowanych do wszystkich użytkowników dróg. Efektami wspólnych działań, są kampanie:
Myśl trzeźwo – działania organizowane w okresie imprez sylwestrowych oraz rozpoczynającego się karnawału, celem akcji jest uświadomienie kierowcom skutków prowadzenia pojazdu pod wpływem alkoholu oraz wynikającej z tego odpowiedzialności karnej.
Łapki na kierownicę – akcja edukująca kierowców w zakresie zagrożeń wywołanych czynnym korzystaniem z telefonu podczas jazdy.
Zapnij pasy – poczuj uścisk bezpieczeństwa – działania organizowane w okresie letnim, ich celem jest zwrócenie uwagi na konsekwencje jazdy bez zapiętych pasów samochodowych.
Zwalniaj przy szkołach! – element większej kampanii „Bezpieczna droga do szkoły”, którą organizuje policja. W ramach działań, w aplikacji Yanosik kierowcy są informowani o zbliżaniu się do szkół i konieczności zwolnienia na drodze.
Świeć przykładem – noś odblaski! – działania organizowane w okresie wczesnojesiennym, ich celem jest edukowanie wszystkich użytkowników dróg w zakresie konieczności noszenia elementów odblaskowych w sezonie jesienno-zimowym.
Twoje światła – nasze bezpieczeństwo – akcja umożliwiająca bezpłatne sprawdzenie ustawienia świateł samochodowych w wybranych stacjach kontroli pojazdów.

## Urządzenia Yanosik
Marka oferuje kierowcom korzystanie z bezpłatnej aplikacji na swoim telefonie lub z dedykowanych urządzeń.
Pierwsze urządzenie marki – Yanosik R miało premierę w 2009 r. Był to prosty komunikator dla kierowców, który umożliwiał wzajemne informowanie się o zdarzeniach na drodze. Urządzenie działało w oparciu o sygnał GPS i transmisję danych GPRS, docelowo miało stanowić zastępstwo dla CB Radia.
Drugim urządzeniem, które pojawiło się na rynku, był Yanosik GT. Premiera tego modelu miała miejsce w kwietniu 2014 r. Wyprodukowane w Polsce urządzenie zaoferowało użytkownikom nowość - duży wyświetlacz i mniejszą liczbę przycisków. Yanosik GT informował kierowców o zdarzeniach z trasy za pomocą komunikatów głosowych i graficznych.
Kolejną generacją modelu był Yanosik GTR, który swój debiut zaliczył we wrześniu 2016 r. Model wyróżniał się bardziej zaawansowaną technologią i kolorowym wyświetlaczem. 
Trzecią i ostatnią generacją modelu była wersja Yanosik GTR by S-clusive, która została doceniona przez kierowców za możliwość zakupu dożywotniej transmisji danych. Urządzenie nie jest już produkowane, ostatni model został przekazany przez markę na licytację w ramach 32. Finału WOŚP. Model dodatkowo wzbogacono o nagranie głosowe Jerzego Owsiaka i logo 32. Finału. Urządzenie zostało wylicytowane za 10 999 zł. Kwotę licytacji podwoił prezes spółki Neptis SA - Adam Tychmanowicz, dzięki czemu na konto Fundacji przelano 21 998 zł.
W 2019 r. marka wypuściła na rynek kompaktowy i tani komunikator drogowy – Yanosik XS, którego celem było ułatwienie kierowcy dodawanie i odwoływanie zdarzeń drogowych z trasy.
W czerwcu 2022 r. na rynku pojawiło się kolejne urządzenie – Yanosik GTm, które jako pierwsze miało własny akumulator oraz dotykowy wyświetlacz, który umożliwiał kierowcom jeszcze wygodniejszą obsługę.
Najnowszym urządzeniem w rodzinie Yanosik jest model RS, który miał premierę pod koniec sierpnia 2023 roku. Yanosik RS umożliwia kierowcom obsługę w pozycji pionowej oraz poziomej, za pomocą przycisków oraz wyświetlacza dotykowego. Jest pierwszym urządzeniem z modułem Bluetooth, który umożliwia sparowanie z interkomem w kasku motocyklowym.

## Radio Yanosik
23 czerwca 2023 marka uruchomiła własną stację radiową online – Radio Yanosik, a głosem stacji został Piotr Fronczewski. W ramówce można usłyszeć wiele audycji i podcastów, związanych z tematyką motoryzacji, bezpieczeństwa, nowościami technologicznym, jak również sportem, podróżami, kulinariami i bieżącymi wydarzeniami. Swoją audycję m.in. otrzymał polski muzyk Artur Gadowski z zespołu IRA, a sportowe wiadomości prezentuje Sebastian Szczęsny. Stacji można słuchać za pośrednictwem aplikacji Yanosik oraz dedykowanych aplikacji Radia, strony internetowej i na platformach streamingowych.

## Yanosik Tour
Pod koniec lipca 2023 r. Yanosik wraz z Autoplac.pl wyruszył w letnią trasę po całej Polsce, aby spotkać się z użytkownikami i fanami obu marek. Yanosik TOUR trwał do końca sierpnia 2023 r., eksperci odwiedzili 15 polskich miejscowości.